# Joana de Verona

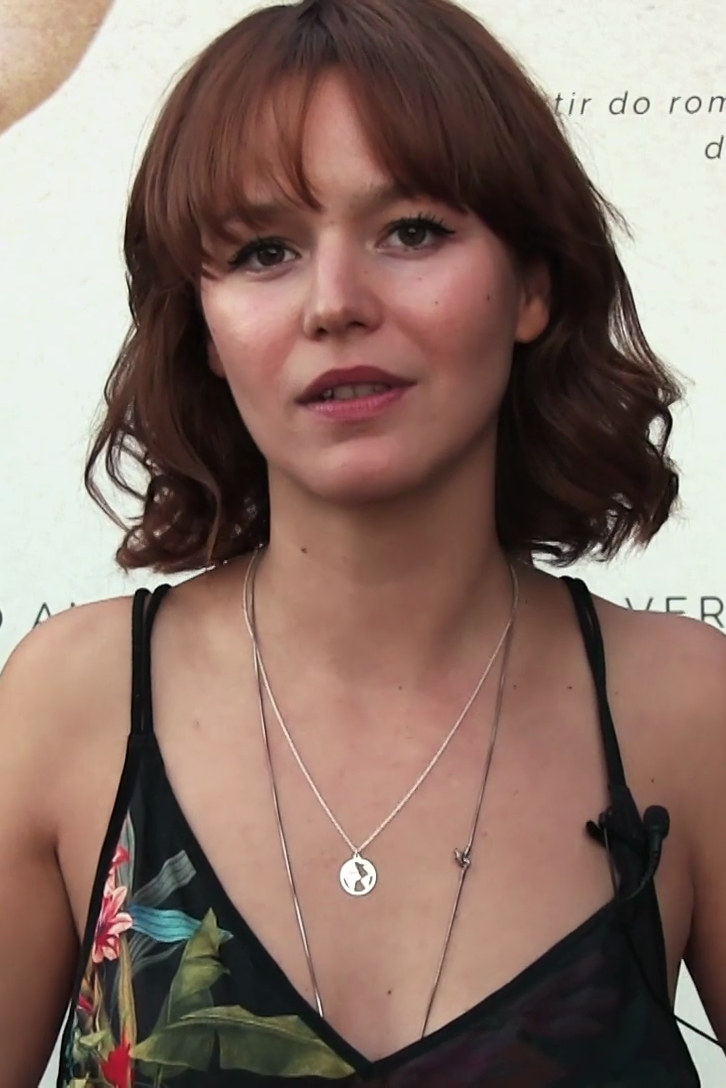
Joana de Verona (2018)

Joana de Verona Correia de Vilela Machado Borges (* 8. Dezember 1989 in São Luís do Maranhão, Brasilien) ist eine portugiesische Schauspielerin.

## Leben
Sie wurde als das jüngste von vier Kindern im Norden Brasiliens geboren, wohin ihre Eltern aus der nordportugiesischen Region Alto Trás-os-Montes gezogen waren. Als sie 9 Monate alt war, ging sie mit ihren Eltern zurück nach Portugal, bis sie mit 10 Jahren wieder nach Brasilien ging. Ihr Vater ist Ökonom und musste beruflich häufig umziehen, und da ihre Mutter als Grundschullehrerin vergleichsweise leicht Anstellung fand, zog die ganze Familie häufig um.
Bereits als 8-Jährige stand sie erstmals auf der Bühne, bei einem Schultheaterprojekt 1998 in ihrem damaligen Wohnort im südportugiesischen Almodôvar, wo sie in einem improvisierten Stück die adoptierte Tochter eines lesbischen Ehepaars spielte. Sie nahm danach in beiden Ländern Schauspiel- und Tanzunterricht parallel zur Schule. Nach dem Schulabschluss ging sie an die Lissabonner Film- und Theaterhochschule Escola Superior de Teatro e Cinema und machte 2011 dort ihren Theaterabschluss. Anschließend absolvierte sie in den Ateliers Varan in Paris eine Ausbildung zur Dokumentarfilmerin.
Bekanntheit erlangte sie jedoch schon vorher, mit ihrer Rolle in der enorm erfolgreichen Jugendserie Morangos com Açúcar des privaten portugiesischen Fernsehsenders TVI, in der sie von 2006 bis 2007 mitspielte. Seither übernahm sie Rollen in zahlreichen Serien und später auch in Telenovelas.
Neben dem Fernsehen ist vor allem das portugiesische Kino ihr Hauptbetätigungsfeld, gelegentlich spielt sie zudem auch in internationalen Produktionen.
Sie war vielfach für Filmpreise nominiert und wurde mehrfach auch ausgezeichnet. Unter anderem wurde sie für ihre Rolle in How to Draw a Perfect Circle (Como Desenhar um Círculo Perfeito, Regie Marco Martins) beim Festival do Rio und beim LEFFEST (Lisbon & Estoril Film Festival) ausgezeichnet, und für ihre Darbietung in Miguel Gomes Film 1001 Nacht, Teil 2: Der Verzweifelte (2015) aus seiner prämierten 1001-Nacht-Trilogie erhielt sie den Preis der Sociedade Portuguesa de Autores als beste Schauspielerin 2016.
2018 spielte sie die weibliche Hauptrolle der Inês de Castro in António Ferreiras Erfolgsfilm Pedro e Inês, wofür sie für Preise u. a. beim Montréal World Film Festival, beim Caminhos do Cinema Português und bei den portugiesischen Prémios Sophia nominiert war und mit den portugiesischen CinEuphoria Awards 2019 ausgezeichnet wurde.

## Filmografie (Auswahl)
- 2001: Presença de Anita (Miniserie)
- 2006–2007: Morangos com Açúcar (Fernsehserie, 201 Folgen)
- 2009: A Corte do Norte; Regie: João Botelho
- 2009: Liberdade 21 (Fernsehserie, 1 Folge)
- 2009: How to Draw a Perfect Circle (Como Desenhar um Círculo Perfeito); Regie: Marco Martins
- 2010: Die Geheimnisse von Lissabon; Regie: Raúl Ruiz (auch Mehrteiler)
- 2011: A Morte de Carlos Gardel; Regie: Solveig Nordlund
- 2012: Rafa (Kurzfilm); Regie: João Salaviza
- 2012: Chantal (Kurzfilm); -Regie und Drehbuch-
- 2012: Lines of Wellington – Sturm über Portugal; Regie: Valeria Sarmiento (auch Mehrteiler)
- 2013: Dancin' Days (Telenovela, 3 Folgen)
- 2013: Depois do Adeus (Fernsehserie, 26 Folgen)
- 2013: Bem-vindos a Beirais (Telenovela, 1 Folge)
- 2014: Os Filhos do Rock (Fernsehserie, 2 Folgen)
- 2015: 1001 Nacht: Volume 2: Der Verzweifelte; Regie: Miguel Gomes
- 2015: Os Nossos Dias (Telenovela, 8 Folgen)
- 2015: A Uma Hora Incerta; Regie: Carlos Saboga
- 2015: Freud und Friends (Kurzfilm), Regie: Gabriel Abrantes
- 2015–2017: A Única Mulher (Telenovela, 368 Folgen)
- 2016: Le divan de Staline; Regie: Fanny Ardant
- 2017: Mata Hari (Fernsehserie, 1 Folge)
- 2017: Amor Amor; Regie: Jorge Cramez
- 2017: Ouro Verde (Telenovela)
- 2017: Praça Paris; Regie: Lúcia Murat
- 2017: A Família Ventura (Miniserie)
- 2018: Africa da Sorte (Miniserie)
- 2018: Pedro e Inês; Regie: António Ferreira
- 2018: Valor da Vida (Telenovela, 200 Folgen)
- 2019: Resurrezione; Regie: Tonino De Bernardi
- 2019: Santos Dumont (Miniserie, 3 Folgen)
- 2021: Bem Me Quer (Telenovela, 166 Folgen)
- 2022: Vanda (Fernsehserie, 8 Folgen)
- 2022: Tinnitus; Regie: Gregorio Graziosi